# Saint-Pierre-des-Champs
Saint-Pierre-des-Champs – miejscowość i gmina we Francji, w regionie Oksytania, w departamencie Aude. Przez miejscowość przepływa rzeka Orbieu.
Według danych na rok 1990 gminę zamieszkiwały 134 osoby, a gęstość zaludnienia wynosiła 8 osób/km² (wśród 1545 gmin Langwedocji-Roussillon Saint-Pierre-des-Champs plasuje się na 769. miejscu pod względem liczby ludności, natomiast pod względem powierzchni na miejscu 476.).